# Olavinluoto
Olavinluoto är en ö i Finland.   Den ligger i sjön Pihlajavesi och i kommunen Nyslott i den ekonomiska regionen  Nyslotts ekonomiska region  och landskapet Södra Savolax, i den sydöstra delen av landet, 270 km nordost om huvudstaden Helsingfors. Olavinluoto ligger 64 meter över havet.
Terrängen runt Olavinluoto är huvudsakligen platt. Olavinluoto ligger nere i en dal. Runt Olavinluoto är det mycket glesbefolkat, med 7 invånare per kvadratkilometer. I omgivningarna runt Olavinluoto växer i huvudsak blandskog.